# Plounéour-Trez
Plounéour-Trez (bret. Plouneour-Traezh) – miejscowość i dawna gmina we Francji, w regionie Bretania, w departamencie Finistère. W 2013 roku populacja gminy wynosiła 1272 mieszkańców. 
W dniu 1 stycznia 2017 roku z połączenia dwóch ówczesnych gmin – Brignogan-Plages oraz Plounéour-Trez – utworzono nową gminę Plounéour-Brignogan-Plages. Siedzibą gminy została miejscowość Brignogan-Plages. 